# Majdan Lipeński
Majdan Lipeński (ukr. Майдан-Липненський) – wieś na Ukrainie, w obwodzie wołyńskim w rejonie kamieńskim. Liczy 331 mieszkańców.
Do 2020 w rejonie maniewickim.